# Екситотоксичність
Екситотоксичність (англ. excitotoxicity, від англ. excitation=збудження + англ. cytotoxicity=цитотоксичність) або глутаматна нейротоксичність — пошкодження чи клітинна смерть нервової клітини внаслідок надмірної дії глутамінової кислоти чи інших збуджувальних нейромедіаторів на глутаматні рецептори нейронів.

## Збуджувальні синапси в центральній нервовій системі ссавців
Збуджувальними є синапси, в яких при виділенні нейромедіатора з пресинаптичного нейрона відбувається деполяризація постсинаптичної клітини, що веде до появи в останній потенціалу дії. У центральній нервовій системі ссавців основним збуджувальним нейромедіатором є амінокислота глутамат (глутамінова кислота). Існує низка рецепторів глутамату: це іонні канали (іонотропні рецептори) та G-білокспряжені рецептори. Основну функцію при передачі збудження в нейромережах головного та спинного мозку виконують іонотропні рецептори трьох типів: AMPA-рецептори, каїнатні рецептори та NMDA-рецептори. Перші потенціали дії в збуджувальному синапсі викликають відчинення AMPA- та каїнатних рецепторів, які пропускають в клітину лише іони натрію. Збільшення частоти та кількості потенціалів дії в пресинаптичному нейроні приводить до відчинення воріт NMDA-рецепторів, через які в другий нейрон надходять як іони натрію, так і кальцію. Кальцієва хвиля викликає молекулярні зміни в постсинаптичному нейроні, які дозволяють йому легше приймати наступні сигнали — тобто лежать в основі нейронної пластичності.
Глутаматні рецептори можуть також активуватися аспарагіновою кислотою (аспартат), а також мають місце зв'язування комедіатора — гліцину.

## Механізми екситотоксичності

### Спостереження токсичності глутамату для нервової системи
У 1957 році британські офтальмологи Лукас та Ньюгауз показали, що введення надлишку глутамату мишам викликає дегенерацію нейронів сітківки. У 1969 році Джон Олні пов'язав дію глутамату з активацією глутаматних рецепторів на мембрані нейронів та ввів термін «екситотоксин». У 1980-ті інші дослідники описали вплив глутамінової кислоти на смерть нейронів при гіпоксії, кореляцію підвищеного рівня кальцію із загибеллю нейронів, а також роль оксиду азоту та вільних радикалів у цих процесах.

### Екстрасинаптичні глутаматні рецептори
2002 року було показано, що екситотоксичність залежить від глутаматних рецепторів, які, розташовані не в синаптичній щілині, а на сусідніх ділянках дендритів. 2020 року дослідники виявили, що в цих зонах NMDA-рецептори знаходяться близько до іонного каналу TRPM4, а блокування цього каналу зменшує пошкодження нейронів при надлишку глутамату.